# Timothy Dupont
Timothy Dupont (Gante, 1 de noviembre de 1987) es un ciclista belga, miembro del equipo Tarteletto-Isorex.

## Palmarés
2012 (como amateur)
- 1 etapa de la Vuelta a Lieja

2014 (como amateur)
- 2 etapas del Tour de Bretaña

2015
- 2 etapas del Tour de Alsacia

2016
- 1 etapa de los Tres Días de Flandes Occidental
- Nokere Koerse
- 3 etapas del Tour de Normandía
- Dwars door de Vlaamse Ardennen
- Gran Premio Criquielion
- Memorial Philippe Van Coningsloo
- Gran Premio de la Villa de Pérenchies
- 3 etapas del Tour de Alsacia
- Antwerpse Havenpijl
- De Kustpijl
- Campeonato de Flandes

2017
- Gran Premio Jef Scherens

2018
- Schaal Sels

2019
- 2.º en el Campeonato de Bélgica en Ruta
- 1 etapa del Tour de Valonia

2021
- 1 etapa de la Estrella de Bessèges

2022
- 1 etapa del ZLM Tour

2023
- 1 etapa del Tour de Grecia
- 2 etapas de la Vuelta al Lago Qinghai
- 1 etapa del Tour de Estambul

2024
- 1 etapa del Tour de Antalya

## Resultados en Grandes Vueltas
| Carrera | Carrera         | 2010 | 2011 | 2012 | 2013 | 2014 | 2015 | 2016 | 2017 | 2018  | 2019 | 2020 | 2021 | 2022 | 2023 | 2024 |
| ------- | --------------- | ---- | ---- | ---- | ---- | ---- | ---- | ---- | ---- | ----- | ---- | ---- | ---- | ---- | ---- | ---- |
|         | Giro de Italia  | —    | —    | —    | —    | —    | —    | —    | —    | —     | —    | —    | —    | —    | —    | —    |
|         | Tour de Francia | —    | —    | —    | —    | —    | —    | —    | —    | 131.º | —    | —    | —    | —    | —    | —    |
|         | Vuelta a España | —    | —    | —    | —    | —    | —    | —    | —    | —     | —    | —    | —    | —    | —    | —    |

—: no participa

Ab.: abandono